# Loudmilla Bencheikh
Loudmilla Bencheikh (Parijs, 29 mei 2001) is een tennisspeelster uit Frankrijk.
Zij begon op zevenjarige leeftijd met het spelen van tennis.
In 2018 won ze het ITF-dubbeltoernooi van Monastir, waarmee ze haar eerste ITF-overwinning behaalde.
In 2019 kreeg ze samen met de Amerikaanse Cori Gauff een wildcard om deel te nemen aan het damesdubbeltoernooi van Roland Garros. Hiermee speelde ze haar eerste grandslamwedstrijd.